# Cylindromyia deserta
Cylindromyia deserta là một loài ruồi trong họ Tachinidae.